# شلالات كاراكول
شلالات كاراكول، أو كاسكاتا دو كاراكول، يبلغ طول الشلال 426 قدما (130 متر) على بعد حوالي 4.35 ميل (7 كم) من  كانيلا، البرازيل في حديقة كاراكول الحكومية (باركيه دو كاراكول).  يتشكل من نهر كاراكول ويقطع من منحدرات البازلت في سلسلة جبال سيرا سيرا، الوقوع في فالي دا لاجيانا. تقع الشلالات بين منطقة غابة الصنوبر في الهضبة البرازيلية وغابات المحيط الأطلسي الساحلية الجنوبية.  يمكن الوصول إلى قاعدة الشلال بواسطة ممر حاد مسافة 927 خطوة درب التي يحتفظ بها مشروع ذئب مانيد. 
 تشكلت الشلال على صخور البازلت من تشكيل سيرا جيرال ولديها شلالتان. يقع الشلال العلوي على بعد 100 متر تقريبًا قبل الشلال الثاني، الذي يقع فوق حافة الهاوية المتدلية. 
اجتذبت شلالات كاراكول الزائرين لفترة طويلة وهي ثاني أكثر مناطق الجذب السياحي الطبيعية شعبية في البرازيل، متخلفة عن شلالات إجوازو فقط. في عام 2009 ، استقبلت أكثر من 289000 زائر. يوجد برج مراقبة يبلغ طوله 100 قدم ويقدم مصعدًا وإطلالة بانورامية، وكذلك التلفريك الذي يعطي السياح منظرًا جويًا للشلال.    توفر المنطقة أيضًا مطعمًا وأكشاك حرفية.